# RSDN-20
RSDN-20 (ros. Радиотехническая Система Далёкой Навигации) – rosyjski hiperboliczny system nawigacyjny dalekiego zasięgu, określany przez NATO kryptonimem Alpha.
Koncepcja systemu nawigacyjnego pracującego w zakresie fal bardzo długich powstała w roku 1957, jako wsparcie dla powstającej floty strategicznych okrętów podwodnych. W roku 1968 uruchomiono trzy stacje o mocy 500 kW – w Krasnodarze, Rewdzie i Nowosybirsku (stacja główna). W NATO system oznaczono kodem Sigma. W 1991 roku dodano do systemu dwie nowe stacje (Sejda w Republice Komi i Elban niedaleko Chabarowska). NATO oznaczyło nowe stacje, a potem cały system, jako Alpha.
Nadajniki emitują sygnały trwające 0,4 sekundy w cyklach co 3,6 sekundy na częstotliwościach 11,905, 12,649 i 14,881 kHz. Lokalizację można ustalić na podstawie różnicy faz odbieranych sygnałów.